# مرداب آستارا
مرداب آستارا نام یک رودخانه است که از بلندی‌های غربی لاتون به نام شته رو سرچشمه گرفته و پس از گذر از روستاهای خانه‌های آسیاب، لمیرمحله، بیجاربین و آبیاری شالیزارهای برنج از میان شهر آستارا گذشته و به دریای خزر می‌ریزد.
روی این رودخانه ۵ پل، به نام‌های (پل بیجاربین، پل لمیرمحله، پل فارابی، پل مرداب، پل خواجه کری"کمربندی") ساخته شده است. که بخش جنوبی شهر (تله سیفی) را به آستارا متصل می‌کند. در دوران‌های پیشین پلی به نام زمان بیگ در گذرگاه خواجه کری قرار داشته که در گذر زمان ویران گشته است.(سئنیق کؤرپی)
همه ساله اهالی شهر، مقداری ماهی با روش سنتی (قیرماق) در آن صید می‌کنند.

## آلودگی رودخانه
این رودخانه که محل زیست انواع ماهیان بومی می‌باشد به دلیل تخلیه فاضلاب‌های خانگی دچار نوعی بحران زیست محیطی شده است. بررسی نتایج حاصل از اندازه‌گیری پارامترهای فیزیکو شیمیایی و میکروبی در ایستگاه‌های هشت‌گانه رودخانه مرداب آستارا نشان می‌دهد که آشکارا اثرات آلودگی زیست محیطی در بخش مهمی از رودخانه، گریبانگیر این عرصه آبی است.